# Petrogale rothschildi
Il wallaby delle rocce di Rothschild (Petrogale rothschildi Thomas, 1904), noto anche come wallaby delle rocce di Roebourne, è una specie di Macropodide diffusa in Australia Occidentale, nel distretto del Pilbara e nell'arcipelago di Dampier. Attualmente non è considerato specie a rischio, ma è minacciato dalle volpi rosse (Vulpes vulpes).
È uno dei wallaby delle rocce di maggiori dimensioni, oltre ad essere uno dei più graziosi. È ricoperto da una pelliccia bruno-dorata con dei riflessi grigiastri sul collo che spesso assumono una tonalità viola. Animale soprattutto notturno, è un brucatore d'erba che vive nelle zone rocciose.